# Талберт, Флоренс Коул
Флоренс Коул Талберт-Макклив (англ. Florence Cole Talbert-McCleave; урожд. Флоренс Коул; 17 июня 1890—3 апреля 1961) — американская оперная певица (сопрано).

## Биография
Родилась в Детройте, в штате Мичиган. В 1910 году её семья перебралась в Лос-Анджелес, в штат Калифорния, где она стала первым афроамериканцем, обучавшимся в Высшей школе Лос-Анджелеса. Также она обучалась в Университете Южной Калифорнии и в Чикагском музыкальном колледже в Чикаго, штат Иллинойс, куда она поступила в 1916 году. В 1918 году начала выступать в Нью-Йорке и вышла замуж за пианиста и режиссёра Уильяма П. Талберта. В 1924 году отправилась в Европу, где играла в оперетте «Аида». Вернулась в Соединённые Штаты через три года. Талберт стала одной из первых афроамериканских женщин, которая записывалась для коммерческих целей. В 1919 году она записала на лейбле Broome Special Phonograph три песни, в частности «Nobody Knows the Trouble I've Seen» и «Villanelle». В 1921 году она записала ещё четыре песни на лейбле Black Swan, а в 1924 году сделала две записи на лейбле Paramount Records.

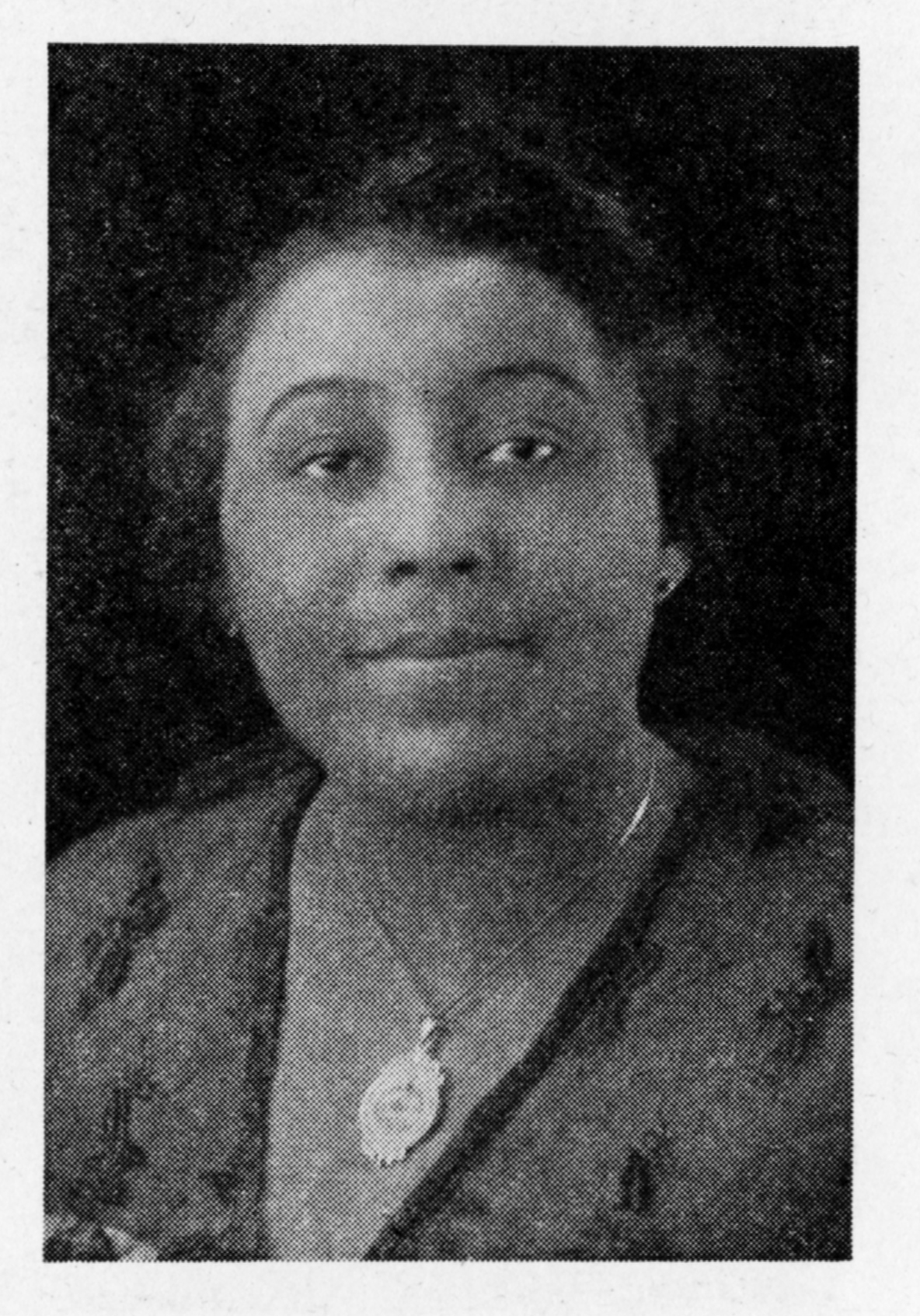
Флоренс Коул Талберт

После выхода на пенсию Талберт стала учителем пения в Лос-Анджелесе. Выступила автором текста для гимна колледжа Delta Sigma Theta. Позже Талберт переехала в Мемфис, в штат Теннесси и вышла замуж за доктора Бенджамина Ф. Макклива. Преподавала в таких исторически чёрных высших учебных заведениях как, Fisk University, Rust College и Tuskegee University. Скончалась в Мемфисе в 1961 году.